# Asperula asterocephala
Asperula asterocephala är en måreväxtart som beskrevs av Joseph Friedrich Nicolaus Bornmüller. Asperula asterocephala ingår i släktet färgmåror, och familjen måreväxter. Inga underarter finns listade i Catalogue of Life.